# Una vez hermanos
Once Brothers (en Hispanoamérica: Una vez hermanos, serbocroata: Jednom braća,  y en España: Hermanos y enemigos) es un documental relatado por el deportista Vlade Divac, dirigido y guionado por Michael Tolajian, producido por la NBA, para «30 por 30» de ESPN en 2010.

## Reseña
«Una vez hermanos. Una pieza original de Vlade Divac.» cuenta la historia de la Selección de baloncesto de Yugoslavia, con el trasfondo histórico de la ruptura de Yugoslavia en los 90 y la amistad de hermanos desarrollada por los yugoslavos Vlade Divac (de Serbia) y Dražen Petrović (de Croacia), ambos estrellas consagradas en su país, en los juegos europeos de baloncesto, en los juegos olímpicos y la NBA.
Divac en 1986 a los 18 años, firmó su primer contrato para jugar baloncesto profesionalmente, fue parte del equipo nacional de Yugoslavia, con quien ganó la medalla de plata en los juegos olímpicos de 1988, y oro en el campeonato del mundo en 1990. También jugó 16 temporadas para la NBA.
Junto a Toni Kukoc, Dino Radja, Zarko Paspalj, Dražen Petrović y Vlade Divac fueron parte de uno de los mejores equipos del mundiales de baloncesto de Yugoslavia.
Dražen Petrović y Vlade Divac fueron pilares de la Selección de baloncesto de Yugoslavia, formaron la dupla más temible del baloncesto europeo de los años noventa. En este documental autobiográfico se comparte la amistad que tenían como deportistas y compañeros, que se perdió debido al conflicto de los Balcanes, donde la Croacia de Petrovic, declaró su independencia de Yugoslavia, y los jugadores de baloncesto comenzaron a presentarse de forma separada para las competiciones. Lo que provocó que se rompiese su íntima relación de Divac con Petrovic; relación que nunca se retomaría después de que Dražen Petrović muriese prematuramente en un accidente de coche en el verano de 1993.
El documental cuenta con la participación de Toni Kukoc, Dino Radja, Zarko Paspalj, Kenny Anderson, Larry Bird, Jan Hubbard, Magic Johnson, Aleksandar Petrovic, Biserka Petrovic, entre otros.

"Construir una amistad lleva años, pero destruirla, un segundo."
Vlade Divac en 2010.

## Galería

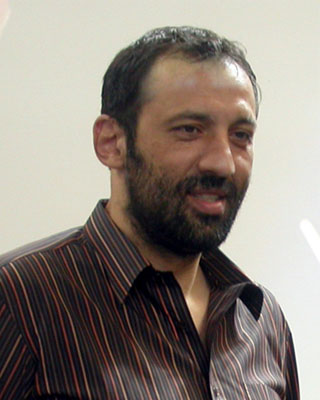
Vlade Divac en 2007
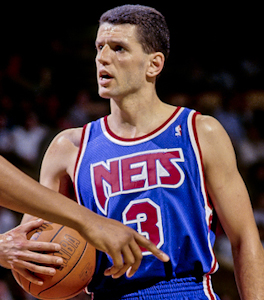
Dražen Petrović
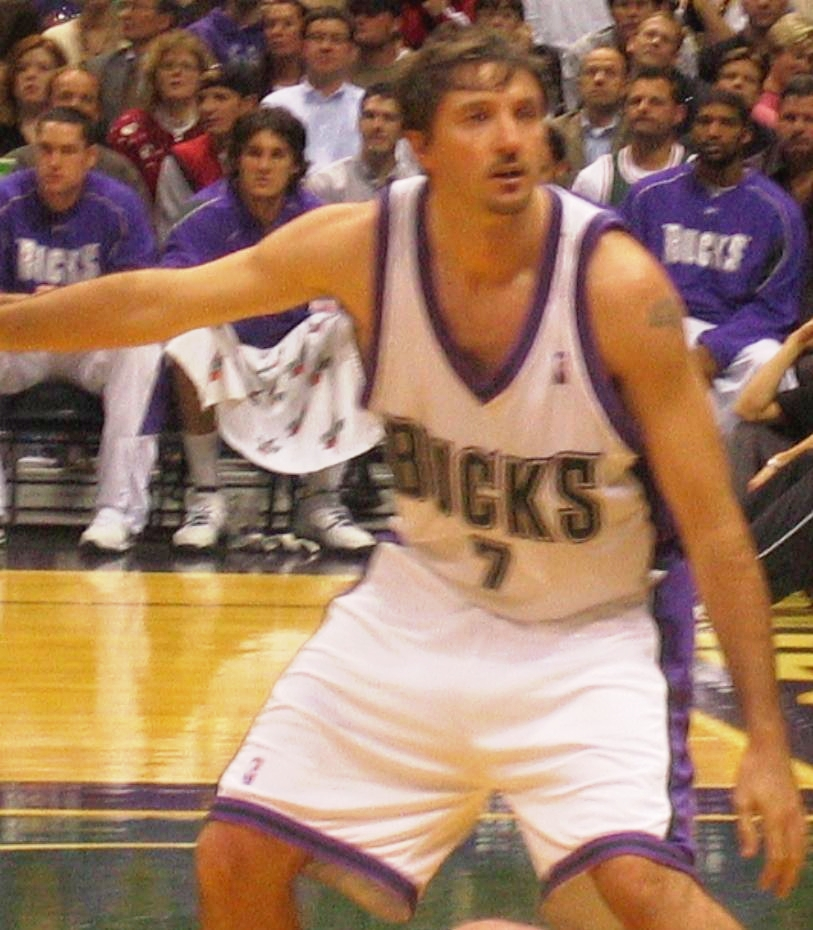
Toni Kukoc
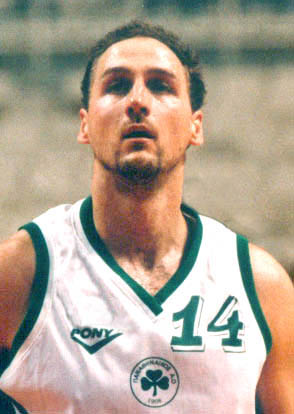
Dino Radja en 1998
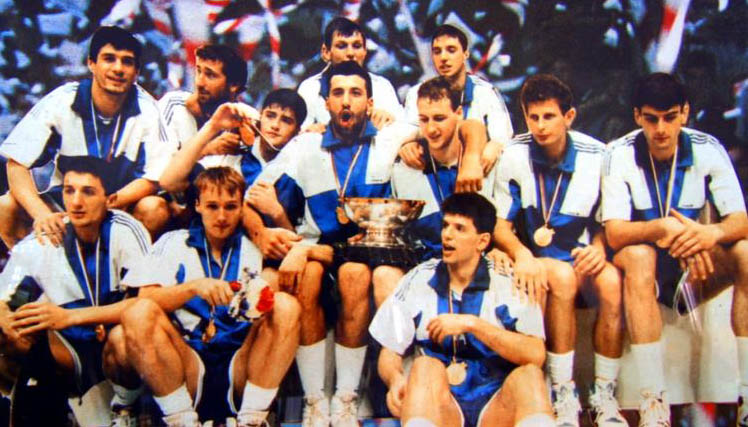
Selección Yugoslava en 1989
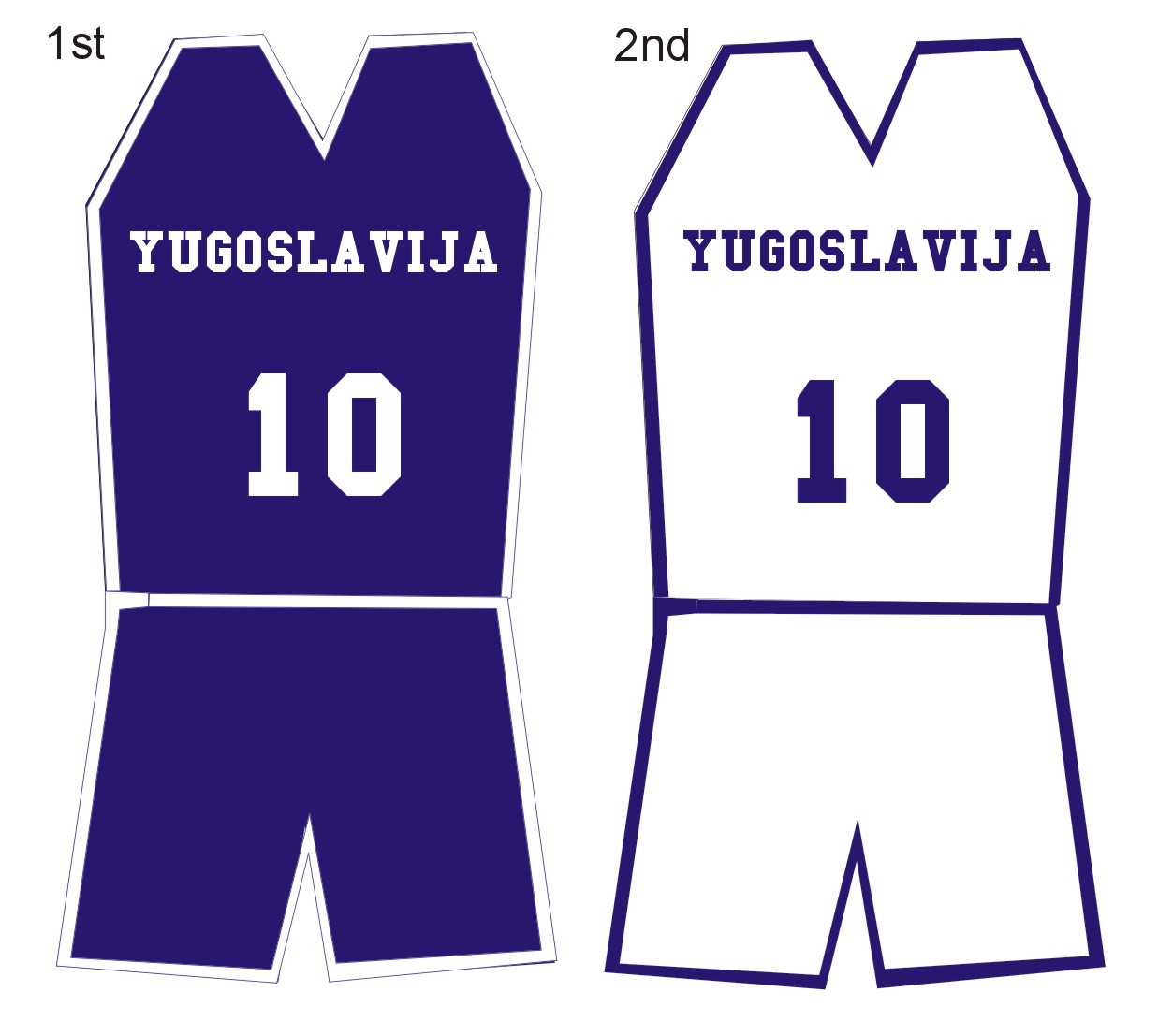
Uniforme la selección yugoslava de baloncesto.